# فیروز کاظم‌زاده
فیروز کاظم‌زاده (۲۷ اکتبر ۱۹۲۴، مسکو – ۱۷ مه ۲۰۱۷) استاد بازنشسته تاریخ در دانشگاه ییل بود. او از پدر ایرانی و مادر روسی زاده شد. پدرش در سفارت ایران در مسکو کار می‌کرد. فیروز کاظم‌زاده بعد از گذرانیدن تحصیلات ابتدایی و متوسطه در مسکو، در سن ۱۶ سالگی به همراه خانواده اش به ایران رفت. در ۱۹۴۴ میلادی، در اوج جنگ جهانی دوم، از تهران به ایالات متحده رفت و به دانشگاه استنفورد رفت و در سال ۱۹۴۶ لیسانس گرفت و در ۱۹۴۷ فوق لیسانس گرفت. در سال ۱۹۵۰ او دکترایش را در زمینه تاریخ روسیه از دانشگاه هاروارد دریافت کرد. کاظم‌زاده بین سال‌های ۱۹۵۴ تا ۱۹۵۶ در دانشگاه هاروارد تدریس می‌کرد و سپس به دانشگاه ییل رفت و استاد تاریخ ییل تا زمان بازنشستگی اش در سال ۱۹۹۲ بود. او در دانشگاه ییل، به عنوان مدیر کالج دونپورت بود.
کاظم‌زاده از ۱۹۹۸ تا ۲۰۰۳ به عنوان کمیسیونر در کمیسیون آزادی مذهبی بین‌المللی ایالات متحده فعالیت کرده. اولین بار پرزیدنت بیل کلینتون او را به این سمت منصوب کرد و سپس تام دشل رهبر اکثریت سنای ایالات متحده وی را ابقا کرد. او به آیین بهایی باور دارد و از ۱۹۶۳ تا ۲۰۰۰ عضو محفل روحانی ملی بهاییان ایالات متحده بوده‌است.

## آثار
- Kazemzadeh, Firuz (1947). The struggle for Russian Azerbaijan, 1918-1920. Stanford University.
- Kazemzadeh, Firuz (October 1956). "The Origin and Early Development of the Persian Cossack Brigade". American Slavic and East European Review. 15 (3): 351–363. doi:10.2307/3001099.
- Kazemzadeh, Firuz (1968). Russia and Britain in Persia, 1864-1914: A Study in Imperialism. Yale Russian and East European studies. Vol. Volume 6. Yale University Press. {{cite book}}: |volume= has extra text (help)
- Kazemzadeh, Firuz (1974). "Russian penetration of the Caucasus".  In Hunczak, Taras (ed.). Russian Imperialism from Ivan the Great to the revolution. Rutgers University Press. ISBN 978-0-8135-0737-8.
- Kazemzadeh, Firuz (1977). "The Baha'i Faith: A Summary Reprinted from the Encyclopædia Britannica". Reprinted from the Encyclopædia Britannica. National Spiritual Assembly of the Bahá’ís of the United States. ISBN 978-0-87743-121-3.
- Kazemzadeh, Firuz; International Communication Agency, Kennan Institute for Advanced Russian Studies (1979). "Russian penetration of the Caucasus". The Caucasus Region and Relations with the Central Government. Occasional papers. Vol. 60. Wilson Center, Kennan Institute for Advanced Russian Studies.
- Kazemzadeh, Firuz (1981). The struggle for Transcaucasia, 1917-1921. Hyperion Press. ISBN 978-0-8305-0076-5.(reprint of 1951 Philosophical Library edition)
- Kazemzadeh, Firuz (1991). "Iranian relations with Russia and the Soviet Union, to 1921".  In Avery, P.; Hambly, G. R. G.; Melville, C. (eds.). From Nadir Shah to the Islamic Republic. The Cambridge History of Iran. Vol. 7 illustrated (reprint, reissue ed.). Cambridge University Press. pp. 314–349. ISBN 978-0-521-20095-0.
- Kazemzadeh, Firuz (1994). "Central Asia's Foreign Relation: A Historical Survey".  In Starr, S. Frederick (ed.). The Legacy of History in Russia and the New States of Eurasia. M. E. Sharpe. ISBN 9780521200950. Archived from the original on March 8, 2016.
- Kazemzadeh, Firuz (2009). "'Abdu'l-Bahá 'Abbás (1844–1921)". Bahá’í Encyclopedia Project. Evanston, IL: National Spiritual Assembly of the Bahá’ís of the United States.